# 尹昕
尹 昕（ユン・フン、朝鮮語: 윤흔、1564年 - 1638年）は、李氏朝鮮の文臣、政治家。宣祖時代に領議政を歴任した尹斗寿の次男。李氏朝鮮末期から連合軍軍政期に活動した政治家の尹致昊は尹昕の8代目の孫。

## 概要
丙子の乱の際、尹昕は清を蛮夷だとして、主君である中華の天子の忠実な諸侯として、また中華帝国のもっとも忠実な模範属国として、明に誠心誠意仕えることを主張し、清との講和に強硬に反対、主戦論を支持する。
朝鮮の朝貢使節が北京詣でをする際、琉球の使臣は駕篭に乗って宮廷に入るのに対し、朝鮮の使臣は駕篭に乗ることを禁じられていたと、著書である『渓陰漫筆』に書いている。そして尹昕は、李朝の朝鮮人臣民は琉球人以下の扱いを受けていたと嘆いている。

## 著書
- 『渓陰漫筆』